# フィリップス・アウフスティン・イメンラート
フィリップス・アウフスティン・イメンラート（Philips Augustijn Immenraet、1627年2月21日 - 1679年9月25日）は、フランドルの画家である。風景画を描いた。

## 略歴
アントウェルペンで、ドイツから移ってきた鍵盤楽器職人の息子に生まれた。兄に人物画を得意とした画家のミカエル・アンジェロ・イメンラート（Michael Angelo Immenraet1621–1683）がいる。1641年に風景画家ルーカス・ファン・ウーデン（1595-1672）の弟子としてアントウェルペンの聖ルカ組合に登録された。
18歳になった1645年から1655年までイタリアで修行した可能性があり、アントウェルペンに戻って聖ルカ組合の親方に登録された。1656年1月にCatharina de Hilleという女性と結婚した。息子や娘が生まれ、娘はピーテル・ボエルの息子の画家ヤン・バプティスト・ボエル(1643-1689)と結婚した。風景画を描き、当時良く行われた他の画家との合作を行いその風景を描いた。人物画の得意な画家のエラスムス・クエリヌス2世（1607-1678）と合作したと伝記作家のアルノルト・ホウブラーケン（1660-1719）は伝えていて、ほかにもウィレム・スフベルト・ファン・エーレンベルフ（Wilhelm Schubert van Ehrenberg: 1630/ 1637-c.1676)やシャルル・ビゼー（Charles Biset: 1633-1693/1713）、ニコラ・ロベール（Nicolas Robert: 1614–1685）といった画家とも合作したと考えられている 。
版画家としても師のルーカス・ファン・ウーデンの風景画などをもとに数点の版画作品を制作した。
1679年にアントウェルペンで亡くなった。弟子にはピーター・レイスバーク（Pieter Rijsbraeck: 1655–1729）や息子のアンドリース・イメンラート（Andries Immenraet:1662-1699/1719）がいる。